# Baluan
L'isola di Baluan è un'isola della Papua Nuova Guinea, che si trova a sud di quella di Manus nel mare di Bismarck, ed è la più meridionale delle isole dell'Ammiragliato. Amministrativamente fa parte del Distretto di Manus nell'omonima provincia appartenente alla Regione delle Isole. Nell isola si trovano due città, Baluan e Muok, geograficamente, vicino Muok, si trova la montagna di batapona, sopra di essa il cratere di saboma, che raggiunge i 254 metri sopra al livello del mare, lungo poco meno di un kilometro e largo circa poco più di mezzo kilometro. Geograficamente, l isola di boulan "ingloba" l isola di Takuman, a differenza del isola Mok, più staccata dal resto. Le principali attività sull isola sono: coltivazione,pesca e artigianato. Un personaggio noto all isola di Baluan è Sir Paliau Maloat (1907-1991), nel 1964 venne eletto come primo membro nazionale dell assemblea per la provincia di manus, morì nel 1991, il suo corpo è stato seppellito a Baluan,